# 10775 Leipzig
10775 Leipzig eller 1991 AV2 är en asteroid i huvudbältet som upptäcktes den 15 januari 1991 av den tyske astronomen Freimut Börngen vid Tautenburg-observatoriet. Den är uppkallad efter den tyska staden Leipzig.
Asteroiden har en diameter på ungefär 3 kilometer och den tillhör asteroidgruppen Nysa.